# Persela Lamongan
Persela Lamongan ist ein Fußballverein aus Lamongan, Indonesien. Aktuell spielt der Verein in der höchsten Liga des Landes, der Indonesia Super League. Seine Heimspiele trägt der Verein im Surajaya Stadion aus. Obwohl der Verein bereits 1967 gegründet wurde, hat er bis heute keine nennenswerte Erfolge vorzuweisen.

## Erfolge
- 2001 – Liga Indonesia Second Division – Meister

## Stadion
Seine Heimspiele trägt der Verein im vereinseigenen Surajaya Stadium in Lamongan aus. Das Stadion hat ein Fassungsvermögen von 16.000 Zuschauern.
Koordinaten: 7° 6′ 48,3″ N, 112° 25′ 46″ O

## Spieler
Stand: 3. Dezember 2019
| Nr. |            | Position | Name                  |
| --- | ---------- | -------- | --------------------- |
| 2   | Indonesien | AB       | Mochammad Zaenuri     |
| 3   | Indonesien | AB       | Samsul Arifin         |
| 4   | Brasilien  | AB       | Demerson              |
| 8   | Japan      | MF       | Kei Hirose            |
| 10  | Brasilien  | ST       | Alex Gonçalves        |
| 11  | Indonesien | MF       | Ahmad Baasith         |
| 12  | Indonesien | TW       | Reza Agus Febrian     |
| 13  | Indonesien | MF       | Lucky Wahyu           |
| 14  | Indonesien | AB       | Ahmad Birrul Walidain |
| 15  | Indonesien | AB       | Feri Sistianto        |
| 18  | Indonesien | MF       | Hambali Tolib         |
| 19  | Indonesien | ST       | Muhamad Ridwan        |
| 20  | Indonesien | MF       | Riyatno Abiyoso       |
| 22  | Indonesien | TW       | Dian Agus Prasetyo    |

| Nr. |            | Position | Name                            |
| --- | ---------- | -------- | ------------------------------- |
| 23  | Indonesien | MF       | Izmy Hatuwe                     |
| 26  | Brasilien  | MF       | Rafinha                         |
| 27  | Indonesien | MF       | Sugeng Efendi                   |
| 28  | Indonesien | AB       | Arif Satriya                    |
| 30  | Indonesien | AB       | Eky Taufik (Mannschaftskapitän) |
| 31  | Indonesien | AB       | Lukas Guruh Prayitno            |
| 33  | Indonesien | TW       | Dwi Kuswanto                    |
| 44  | Indonesien | MF       | Achmad Arthur Sena              |
| 45  | Indonesien | TW       | Rio Agata                       |
| 72  | Indonesien | AB       | Evander Yarangga                |
| 77  | Indonesien | MF       | Malik Risaldi                   |
| 81  | Indonesien | ST       | Ghifari Vaiz Adhitya            |
| 86  | Indonesien | ST       | Marcel Kararbo                  |
| 99  | Indonesien | MF       | Delvin Rumbino                  |

## Trainer seit 2011
| Name              | von               | bis                |
| ----------------- | ----------------- | ------------------ |
| Miroslav Janu     | 1. Juli 2011      | 30. Juni 2012      |
| Gomes De Oliviera | 1. Oktober 2012   | 2. Februar 2013    |
| Didik Ludianto    | 1. März 2013      | 10. Mai 2013       |
| Eduard Tjong      | 1. November 2013  | 30. November 2014  |
| Didik Ludianto    | 1. Juli 2015      | 30. Dezember 2015  |
| Stefan Hansson    | 1. April 2016     | 24. Mai 2016       |
| Didik Ludianto    | 25. Mai 2016      | 11. September 2016 |
| Hery Kiswanto     | 1. Januar 2017    | 4. September 2017  |
| Aji Santoso       | 7. September 2017 | 30. Juni 2019      |
| Ragil Sudirman    | 1. Juli 2019      | 3. Juli 2019       |
| Nil Maizar        | 4. Juli 2019      | heute              |

## Ausrüster
| Jahr                           | Ausrüster |
| ------------------------------ | --------- |
| 2008 bis 2011                  | Reebok    |
| 2011 bis 2016                  | Diadora   |
| 2016                           | DJ Sport  |
| 2017                           | Lotto     |
| 2018 bis heute                 | Forium    |
| 2019 (Indonesia President Cup) | Warrix    |